# Zhang Ying
Zhang Ying (27 de junho de 1985) é uma futebolista chinesa que atua como defensora.

## Carreira
Zhang Ying integrou o elenco da Seleção Chinesa de Futebol Feminino, nas Olimpíadas de 2004 e 2008. 